# Bni Garfett
Bni Garfett (en àrab بني ڭرفط, Banī Garfaṭ; en amazic ⴱⵏⵉ ⴳⵕⴼⵟ) és una comuna rural de la província de Larraix, a la regió de Tànger-Tetuan-Al Hoceima, al Marroc. Segons el cens de 2014 tenia una població total de 12.994 persones.